# 徐律時
徐律時，字乾若，直隸寧國府宣城縣人，明朝政治人物，同進士出身。

## 生平
崇禎三年（1630年）應天鄉試庚午科舉人，崇禎十三年（1640年）庚辰科二甲進士，知山東膠州，清介自勵。時土寇计發，親率州人防禦，民得安堵。